# Guardia Joven de Rusia Unida
La Guardia Joven de Rusia Unida (del ruso: Молодая Гвардия Единой России) es la rama juvenil del partido político Rusia Unida. Fundada en 2005, retomó el nombre de la famosa Joven Guardia, una organización de resistencia clandestina de la Segunda Guerra Mundial.
La Guardia Joven reivindica 83 antenas regionales a través de Rusia.

## Historia
La Guardia Joven se fundó con el objetivo de enmarcar las acciones de los jóvenes militantes del partido Rusia Unida, pero evolucionó para reunir al conjunto de los jóvenes rusos en torno a un proyecto político común. La organización trabaja regularmente sobre proyectos que comunica al público, como «voluntariado», «la campaña electoral de las jóvenes», «una nación sana», «un medio ambiente accesible», «innovación», « la energía de la calle », «mi historia», «mi territorio», «el parlamentarismo para la juventud».
La organización tiene unos 160 000 miembros. Los copresidentes de la organización son Alena Arshinova y Timur Prokopenko.
En diciembre de 2010, la espía rusa Anna Chapman (arrestada y despedida en su país por los Estados Unidos) fue nombrada en el consejo público de la organización.